# تپه ایمان‌آباد بالا
تپه ایمان آباد بالا مربوط به عصر آهن - دوره اشکانیان است و در شهرستان دلفان، بخش کاکاوند، روستای ایمان آباد بالا واقع شده و این اثر در تاریخ ۱۲ بهمن ۱۳۸۱ با شمارهٔ ثبت ۷۱۵۲ به‌عنوان یکی از آثار ملی ایران به ثبت رسیده است.